# جون فنسنت هولاند
جون فنسنت هولاند (بالإنجليزية: John Vincent Holland)‏ هو عسكري أيرلندي، ولد في 19 يوليو 1889 في Athy ‏ في جمهورية أيرلندا، وتوفي في 27 فبراير 1975 في هوبارت في أستراليا.